# مسجد اورتاکوی
مسجد اورتاکوی ( ترکی استانبولی: Ortaköy Camii) یا مسجد بزرگ مجیدیه (ترکی استانبولی: Büyük Mecidiye Camii) واقع در بشیکتاش، استانبول، ترکیه، مسجدی است که در کنار دریای محوطه اسکله اورتاکوی ، یکی از محبوب‌ترین مکان‌ها در تنگه بسفر واقع شده است. این بنا به دستور سلطان عبدالمجید یکم عثمانی ساخته شد و ساخت آن در حدود سال ۱۸۵۴ یا ۱۸۵۶ به پایان رسید.
این سازه نمادی از منطقه اورتاکوی است زیرا چشم اندازی خاص از تنگه بسفر استانبول و پل بسفر دارد. این مسجد از کشتی های تفریحی و کشتی های بسفر قابل مشاهده است.

## تاریخ

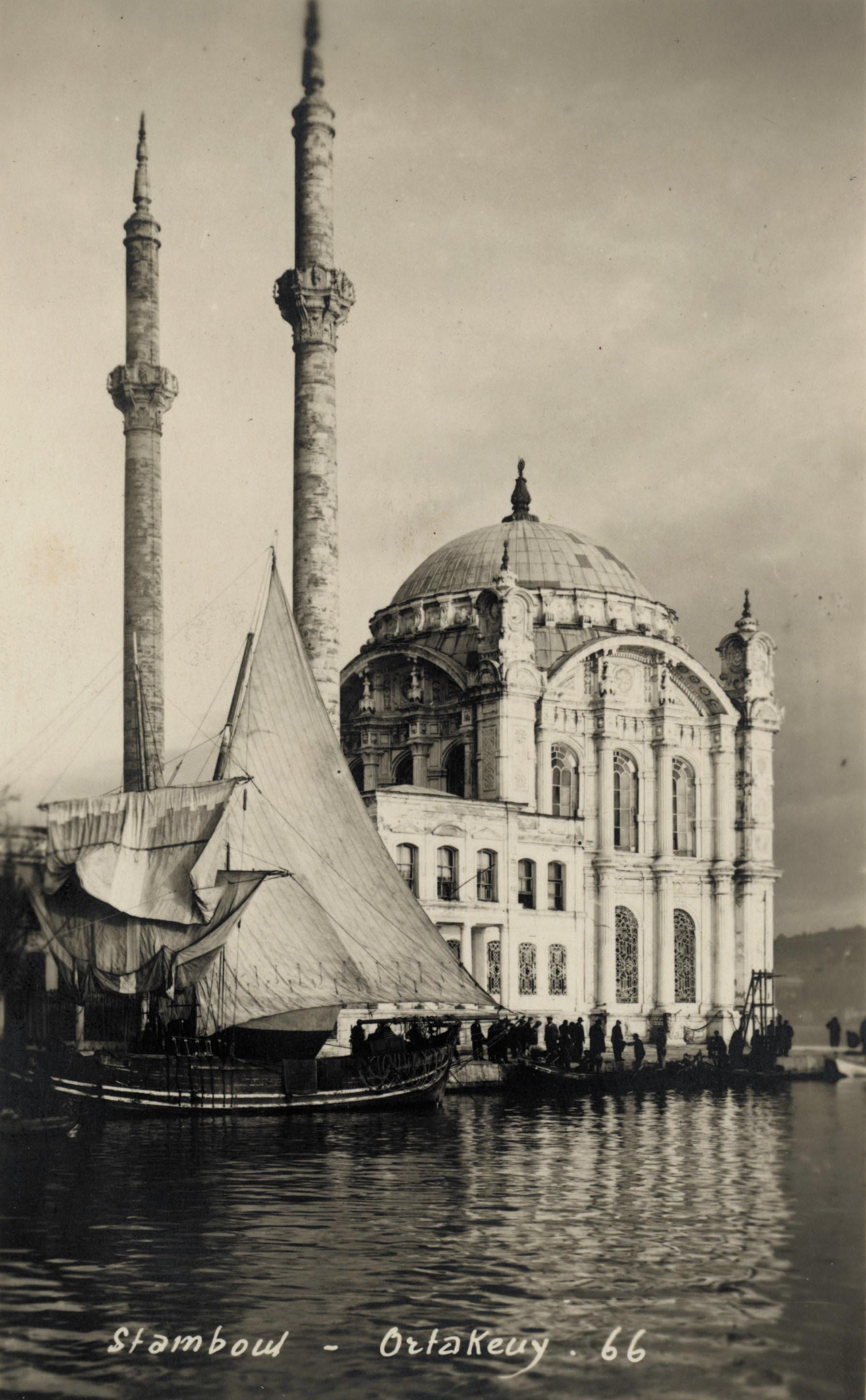
مسجد اورتاکوی در ربع اول قرن بیستم

در محل مسجد کنونی اورتاکوی قبلاً یک مسجد کوچک وجود داشت که در سال ۱۷۲۰ ساخته شد و در طی قیام حامیان خلیل در سال ۱۷۳۱ ویران شد. مسجد کنونی توسط سلطان عبدالمجید یکم عثمانی ساخته شد و در حدود سال‌های ۱۸۵۴ یا ۱۸۵۶ ساخته یا تکمیل شده‌است (تاریخ دقیق ساخت در منابع آکادمیک متفاوت است). معماران آن پدر و پسر ارمنی، کاراپت بالیان و نیکوغایوس بالیان بودند که به عنوان یک گروه کار می کردند و همچنین کاخ دولماباغچه و مسجد دولماباغچه را در حوالی ۱۸۵۳-۱۸۵۵ طراحی کردند.
تک گنبد مسجد در ابتدا با استفاده از آجر ساخته شده‌است. با این حال، بر روی گنبد در طول زمان ترک هایی ایجاد شد و آماده فرو ریختن بود که گنبد به شکل جدیدی با استفاده از بتن بازسازی شد. در سال ۱۸۹۴ زلزله‌ای رخ داد که به مسجد آسیب رساند و همچنین در سال ۱۹۸۴ دچار آتش‌سوزی جزئی شد. از این رو، این سازه در زمان خود تحت چندین عملیات تعمیر و مرمت قرار گرفته‌است.
یک پروژه مرمت سه ساله توسط اداره کل بنیادها در سال ۲۰۱۴ با هزینه‌ای نزدیک به ۷ میلیون لیره انجام شد. این مسجد در ۶ ژوئن ۲۰۱۴ با حضور رجب طیب اردوغان ، نخست‌وزیر وقت و سایر مقامات دولتی، رسماً بازگشایی شد.

## معماری
بالیان‌ها مسجد را به سبک ترکیبی یا التقاطی مانند سایر پروژه‌های استانبول، طراحی کردند که شامل گرایش‌های احیاگر معاصر اروپایی مانند نئوکلاسیک ، همراه با برخی جزئیات و عناصر کلی طراحی برگرفته از سبک باروک اولیه عثمانی است. با این حال، تزئینات سنگی کنده کاری شده خاص این مسجد، آن را از دیگر مساجد آن دوره، متمایز می کند. 
این ساختمان شامل یک آپارتمان سلطنتی دو طبقه برای سلطان است که دارای پلان U شکل است و یک نمازخانه اصلی برای مسجد که دارای پلان مربع است و با یک گنبد پوشیده شده است. نماها با ستون‌های مفید و درگیر با نقوش برجسته سنگی حکاکی شده، تزئین شده‌اند و به مسجد «ظاهری پویا» می‌دهند. دو ردیف پنجره وجود دارد که نور مسجد را تامین می کند. گنبد بازسازی شده از بتن ساخته شده است، در حالی که از سنگ برای ساخت دو مناره باریک، استفاده شده‌است. مناره ها دارای بالکن هایی شبیه سرستون های کورینتی هستند.

این مسجد در مقایسه با مساجد دیگر در آن سوی شاخ طلایی، کوچک است. از نظر فضای داخلی، مقیاس متوسطی دارد اما داخل آن جادار است و دارای پنجره‌های عریض و بلندی است که انعکاس آن را در آب می‌شکند و همچنین نور روز را امکان‌پذیر می‌کند. برای ساخت محراب و منبر از مصالحی مانند سنگ‌های مرمر و سماق استفاده شده‌است. داخل گنبد با نقاشی‌های دیواری ترومپ‌ لویل تزیین شده است که برای اولین بار در دوره سلطنت عبدالمجید یکم به معماری عثمانی معرفی شد  نقاشی‌های ترومپ لویل در اینجا شامل تصاویری از پنجره‌های طاقچه‌مانند با پرده و همچنین ردیف‌هایی از محراب است که به سبک نئو رنسانس اجرا شده‌اند و در عین حال عناصری از معماری و تزئینات سنتی اسلامی را در آن سبک گنجانده‌اند. نمای داخلی مسجد همچنین دارای چندین تابلوی خوشنویسی است که توسط خود عبدالمجید یکم انجام شده‌است، زیرا او در کنار سلطان بودن، خوشنویس نیز بوده‌است.

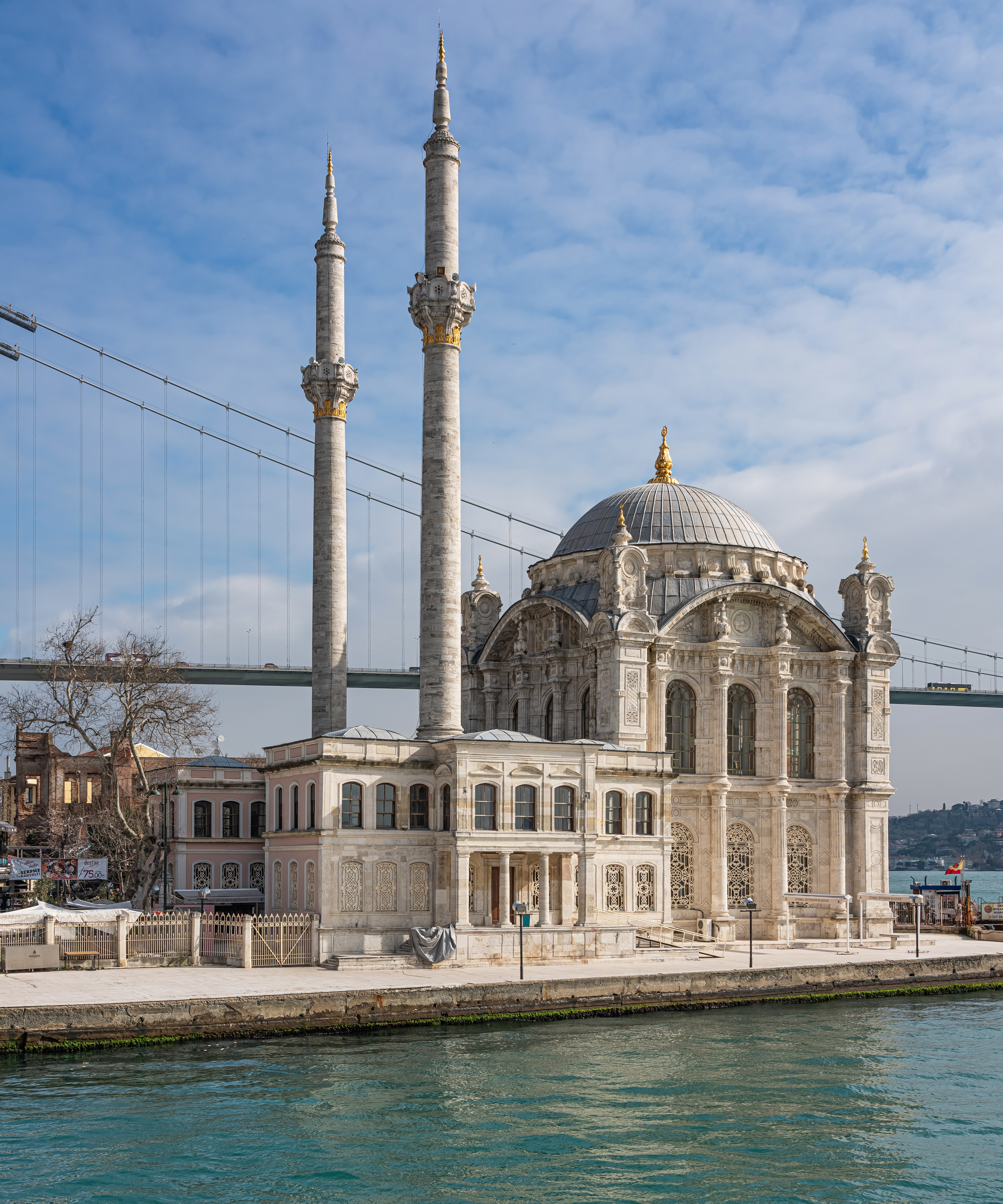
نمای بیرونی، با اتاق‌های سلطنتی (سمت چپ) و نمازخانه گنبدی شکل (سمت راست)
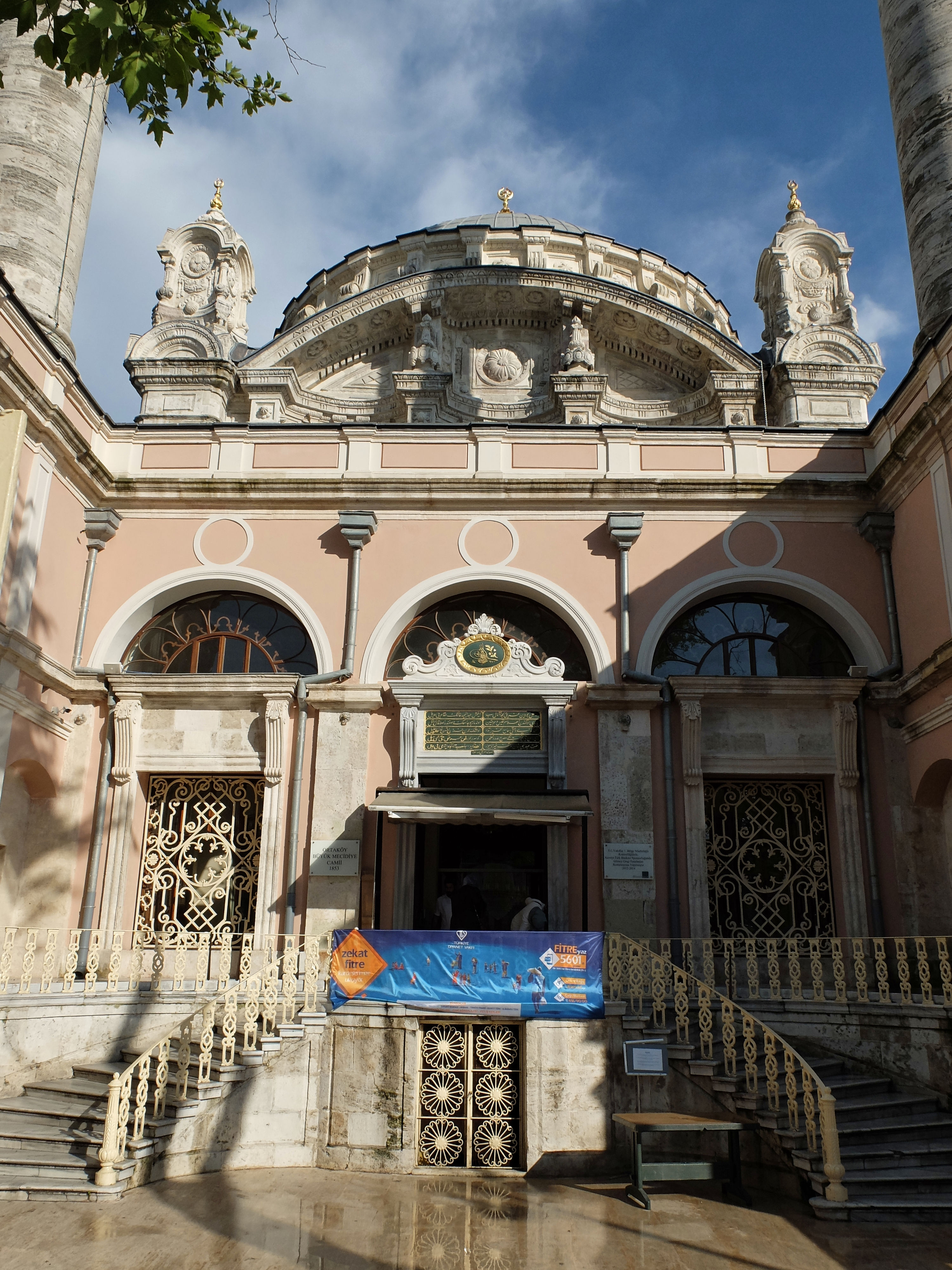
نمای جلو و ورودی
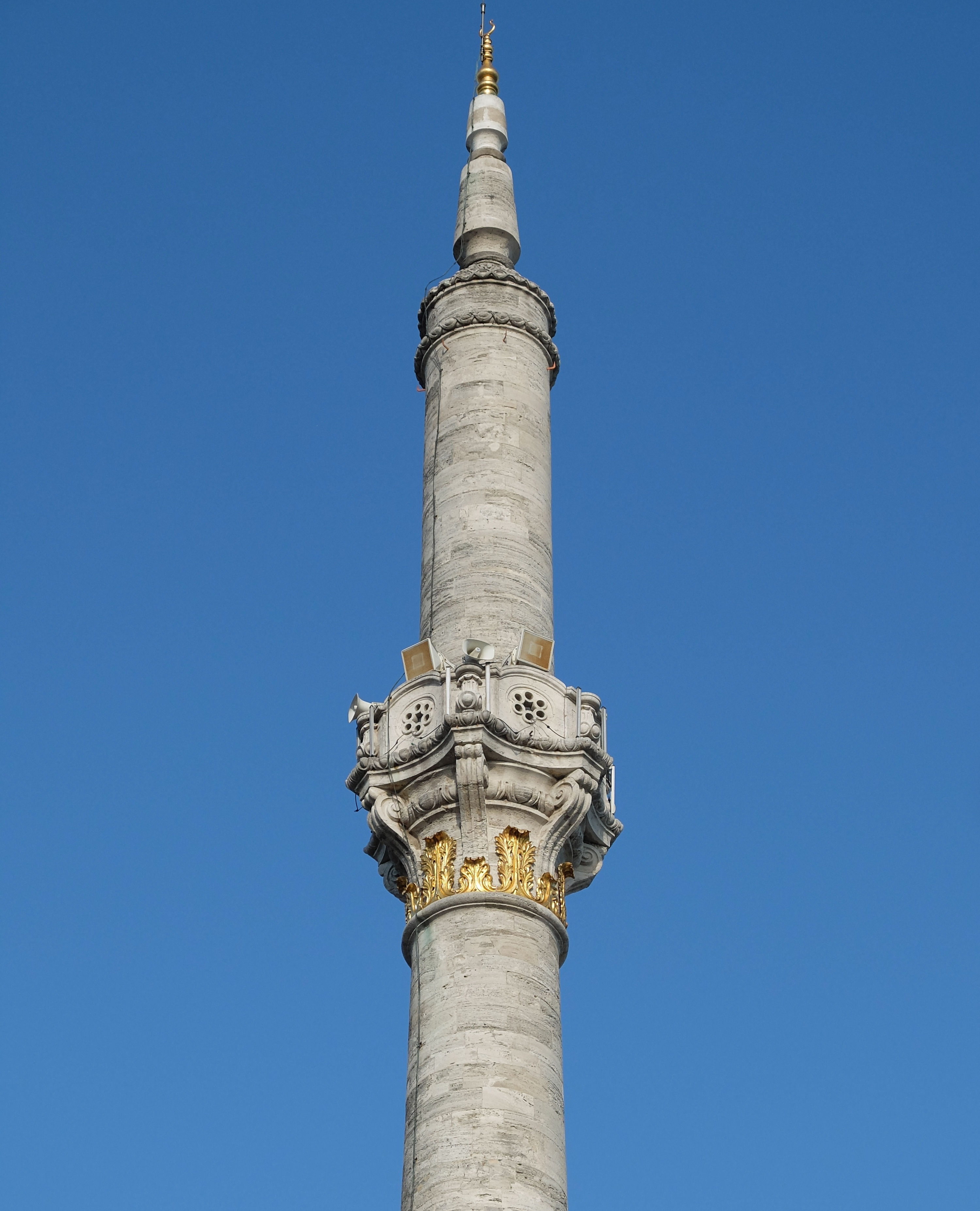
جزئیات مناره‌ها
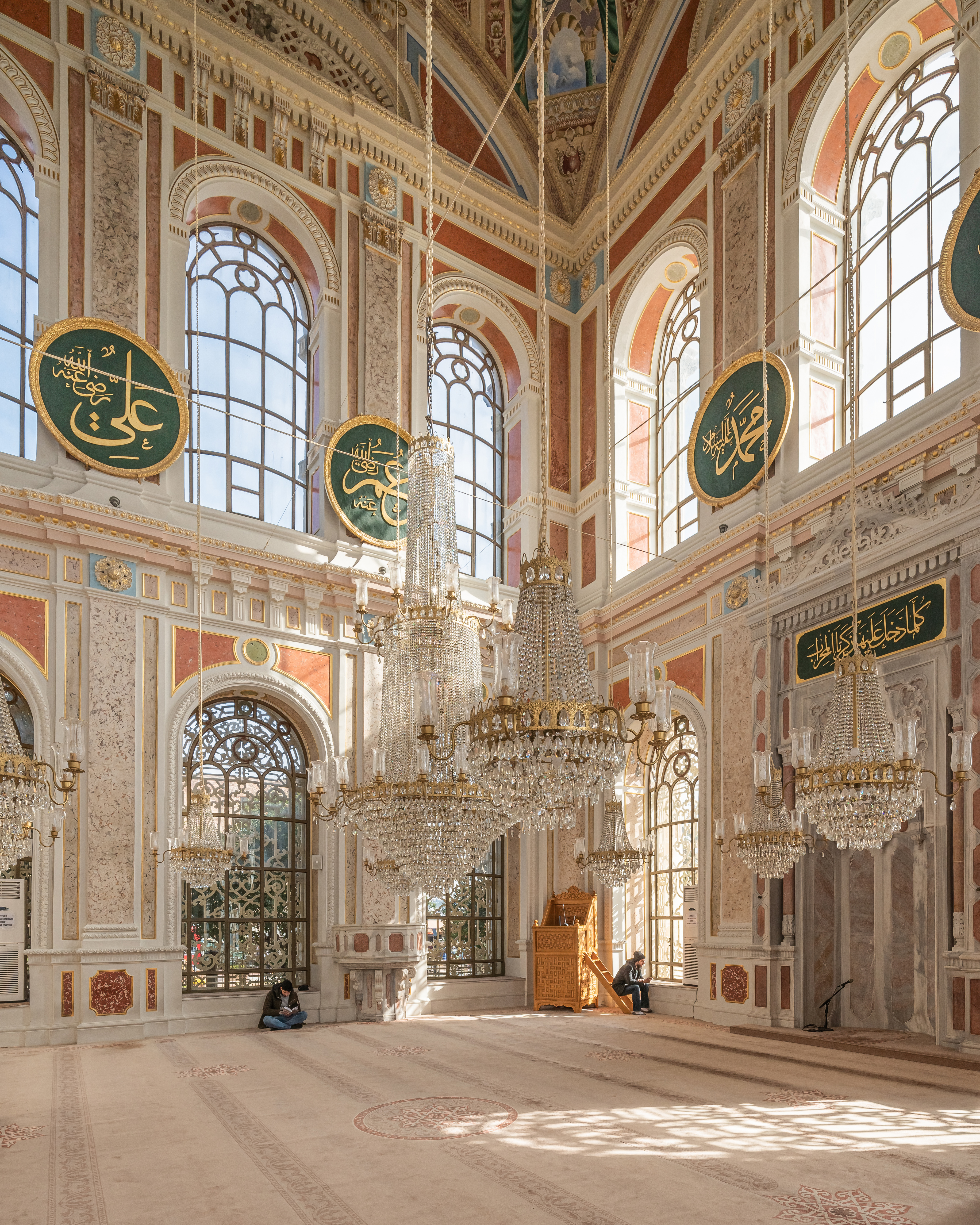
نمای داخلی مسجد
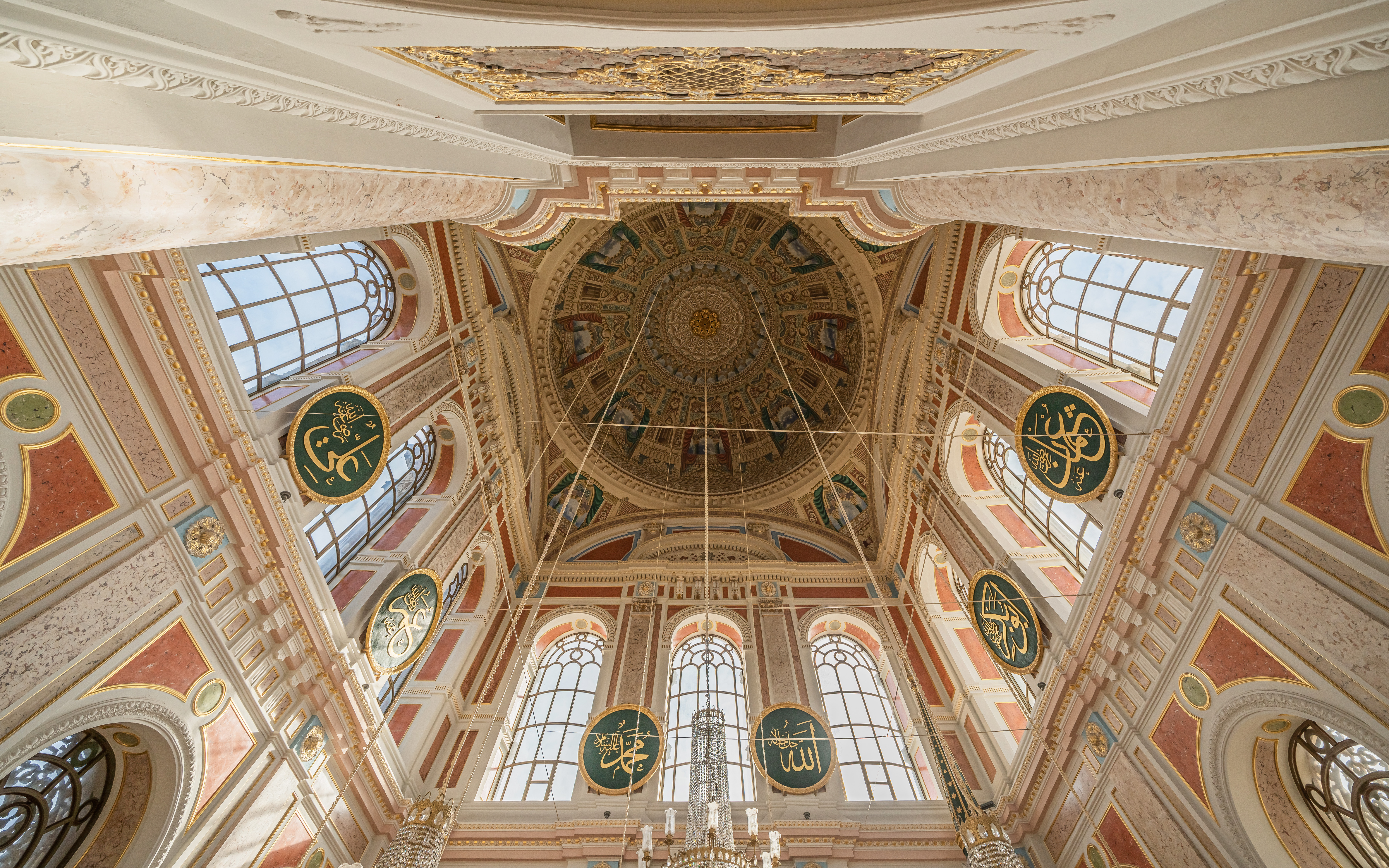
نمای داخلی مسجد، نگاه به گنبد
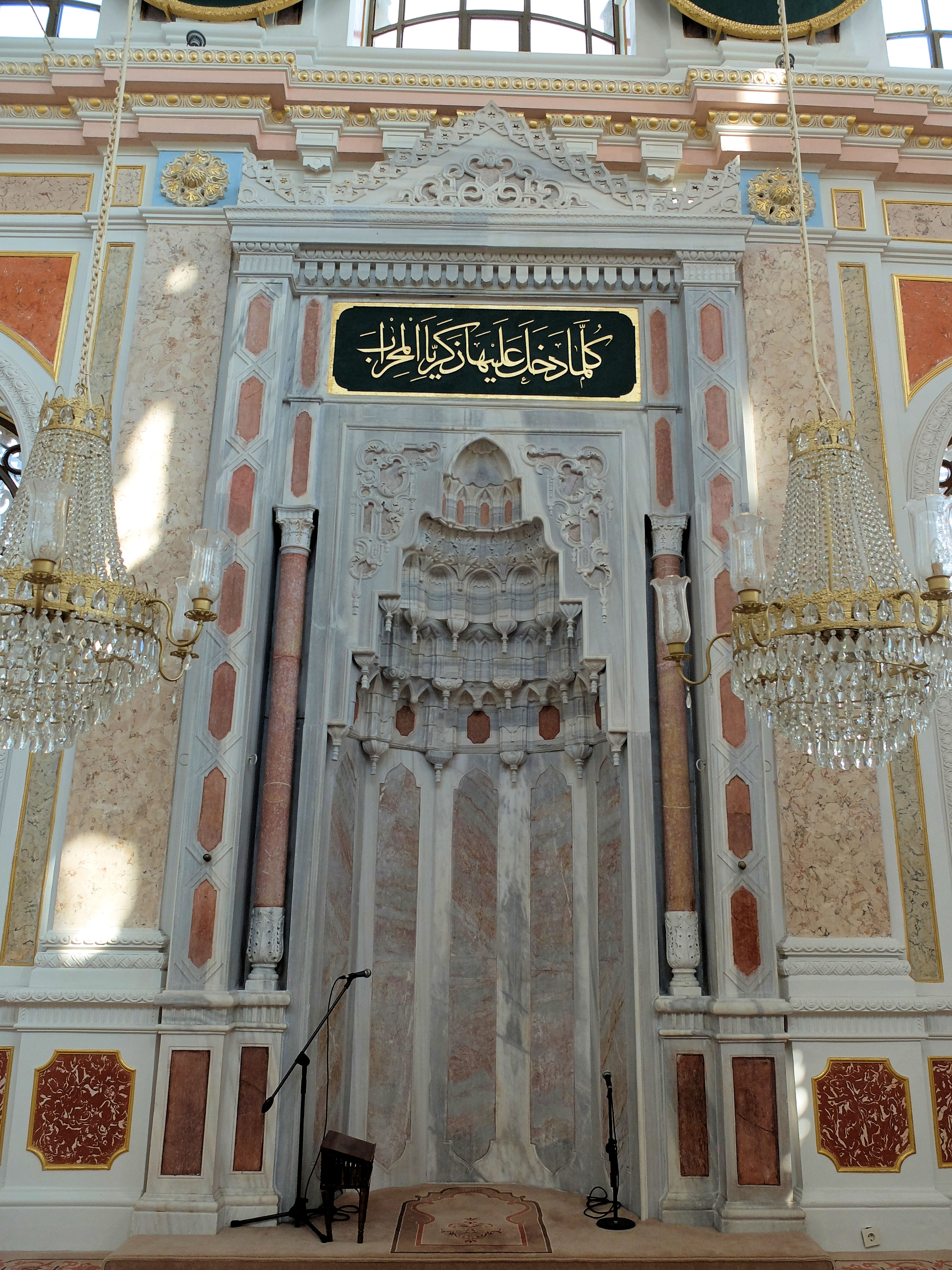
محراب مسجد
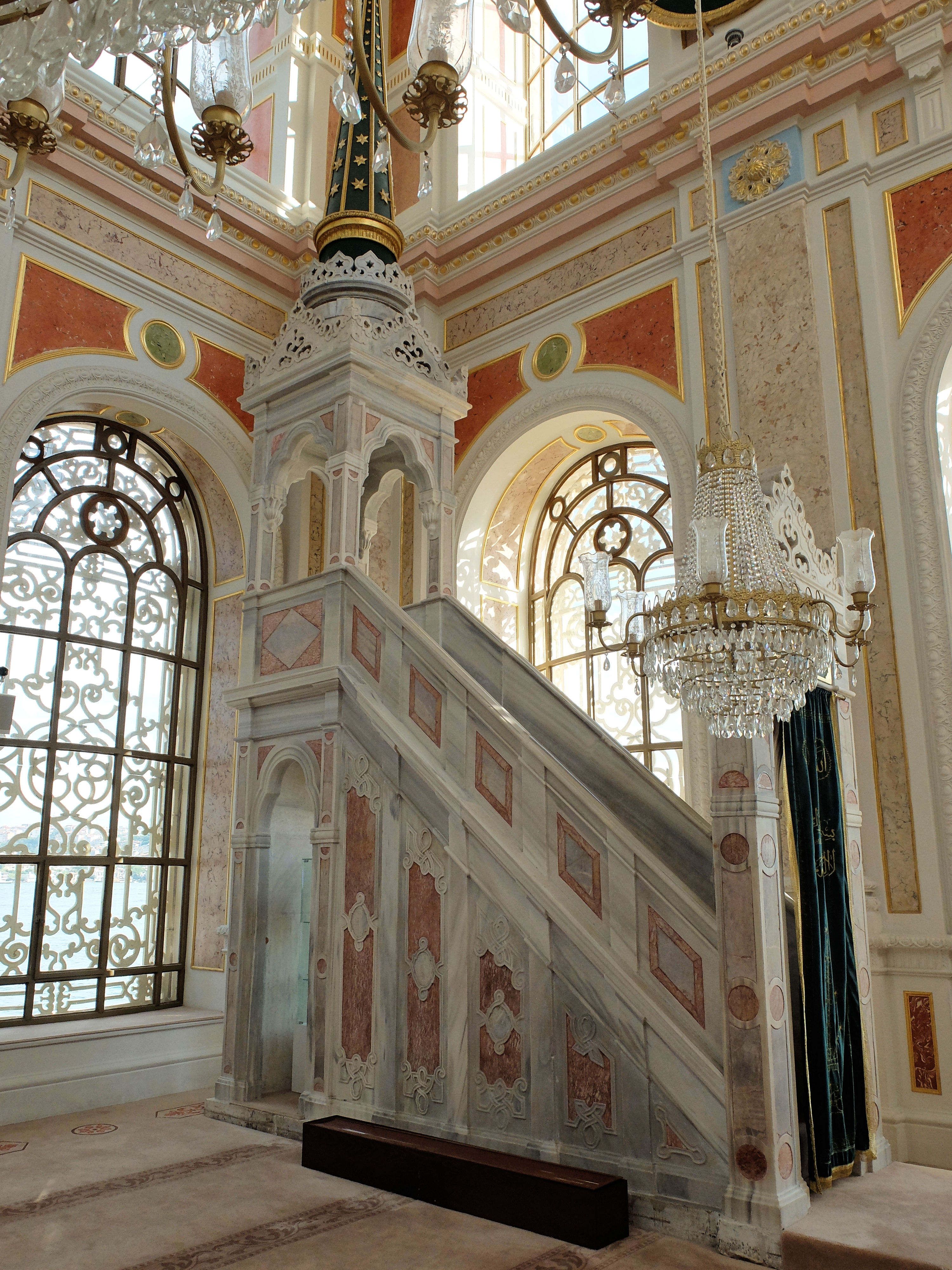
منبر مسجد

## یادداشت
1. ↑  For example, Alyson Wharton states that construction on the mosque began in 1848 and finished in 1854–5,[۲] and likewise Ahmet Ersoy and the Grove Encyclopedia of Islamic Art and Architecture (edited by Jonathan Bloom and Sheila Blair) cite the year of completion as 1854–5.[۳][۴] Ünver Rüstem cites the years 1854 to 1856,[۵] while Martina Müller-Wiener similarly gives the year of completion as 1856.[۶] Doğan Kuban gives the year 1853.[۷]